# Улица Бехтерева (Санкт-Петербург)
Улица Бе́хтерева — улица в Невском районе Санкт-Петербурга. Проходит от Хрустальной улицы до улицы Седова.

## История
Первоначальное название Казачья улица известно с 1912 года, дано по находящимся в этой части города казарм лейб-гвардии Казачьего полка.
Переименована в улицу Бехтерева 21 января 1957 года в честь В. М. Бехтерева, русского невролога, психиатра и психолога, организатора и руководителя Психиатрического института, расположенного на этой улице, в связи со 100-летием со дня рождения.

## Достопримечательности
- Дом № 1 — институт токсикологии ФМБА России.
- Дом № 3 — Национальный медицинский исследовательский центр психиатрии и неврологии имени В. М. Бехтерева.  7802399000

## Транспорт
По улице проходят маршруты автобусов № 8 и 253 и троллейбуса № 16 (только в направлении к площади Бехтерева).